# (500552) 2012 UA41
(500552) 2012 UA41 es un asteroide perteneciente al cinturón de asteroides, descubierto el 21 de marzo de 2010 por el equipo del Spacewatch desde el Observatorio Nacional de Kitt Peak, Arizona, Estados Unidos.

## Designación y nombre
Designado provisionalmente como 2012 UA41.

## Características orbitales
2012 UA41 está situado a una distancia media del Sol de 3,093 ua, pudiendo alejarse hasta 3,335 ua y acercarse hasta 2,851 ua. Su excentricidad es 0,078 y la inclinación orbital 11,20 grados. Emplea 1987,11 días en completar una órbita alrededor del Sol.

## Características físicas
La magnitud absoluta de 2012 UA41 es 16,3. 